# États de Bretagne

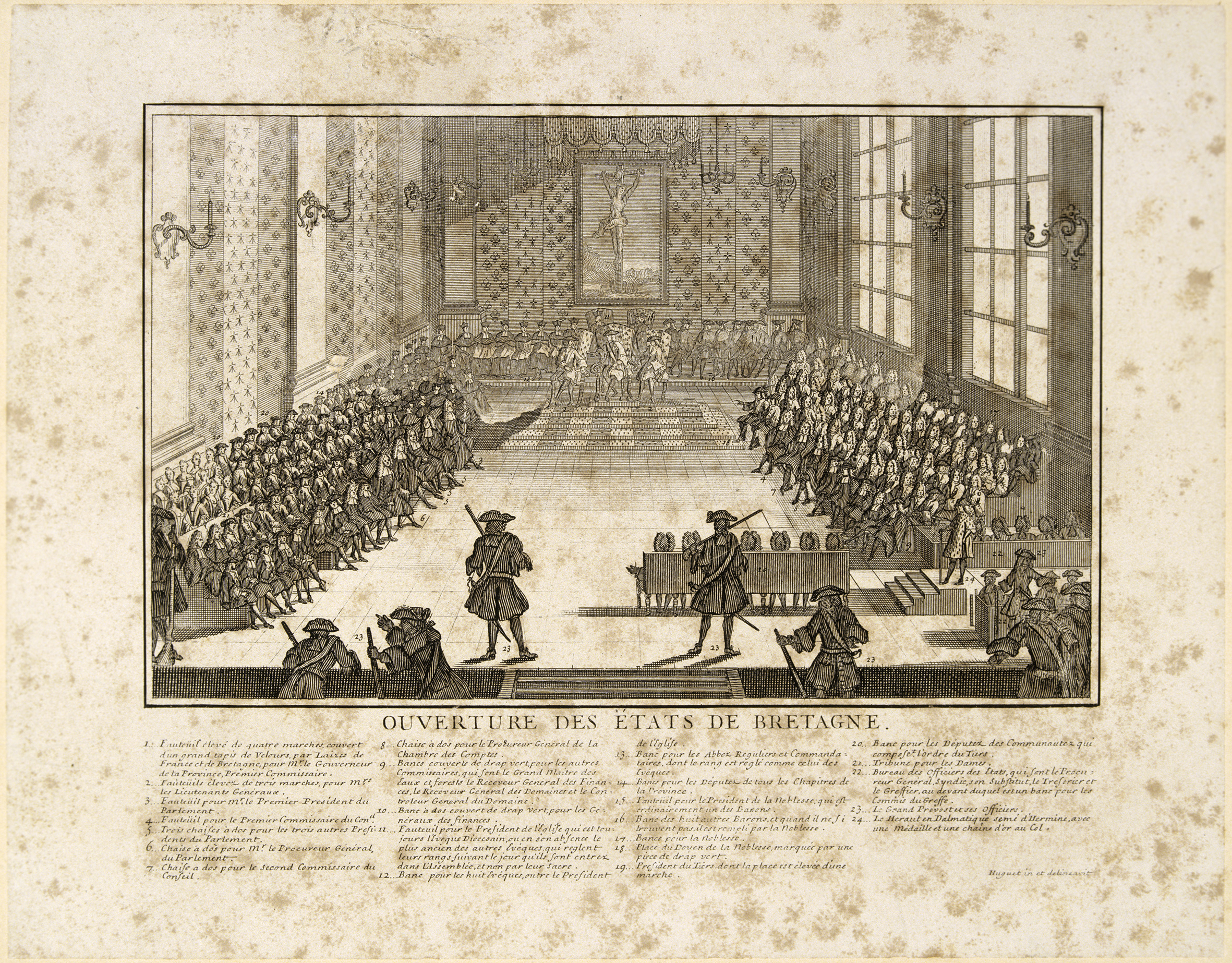
Eröffnung einer Sitzung der États de Bretagne aus Description historique, topographique et naturelle de l'ancienne Armorique von Christophe-Paul de Robien (1756)

Die États de Bretagne, oder als Gegensatz zu den Generalständen (États généraux) des Französischen Königreichs États particuliers de Bretagne (Besondere Stände der Bretagne) genannt, waren die Versammlung der Repräsentanten des Klerus, des Adels und der städtischen Bürger (des Dritten Standes) der Bretagne vom 14. Jahrhundert bis 1789.
Es handelte sich um die souveräne Kammer des Herzogtums Bretagne, welche vorwiegend finanz- bzw. steuerpolitische Kompetenzen besaß und über Steuern, deren Bemessungsgrundlage, ihre Höhe, ihre Verteilung und die Art ihrer Erhebung entschied, aber ebenso über den Krieg und über alles, was die Verwaltung der Bretagne betraf. Nachdem die Bretagne eines der Pays d'États geworden war, hielten die États de Bretagne auch nach der Vereinigung des Herzogtums Bretagne mit der französischen Krone 1532 weiterhin ihre Sitzungen ab, bis sie von der Nationalen Konstituanten Frankreichs 1789 einseitig für aufgelöst erklärt wurden.
Die États de Bretagne wurden vom Herzog und später vom König zweimal jährlich einberufen, wobei diese Sitzungen alle zwei Jahre in einer anderen bretonischen Stadt stattfanden. Außerdem konnten sie auch zu außerordentlichen Sitzungen einberufen werden. Ab dem 16. Jahrhundert bestimmten sie diejenigen aus ihren Reihen, die sie bei den Generalständen des Königreichs vertreten sollten.
Das geschichtliche Fundament dieser Versammlung bestand darin, dass die Bretonen wie die anderen Völker, die unter der französischen Krone leben, ein „freies Volk“ sind, das sich durch seine Stände in freier Weise verwaltete und bis 1715 keine Steuer an das Königreich abführte, im Gegensatz zu den tributpflichtigen Völkern. Deshalb konnte ihm keinerlei Abgabe in Geld oder in Naturalien auferlegt werden, es sei denn, es hätte durch seine Vertreter dem selbst zugestimmt. Erst der Gouverneur Pierre de Montesquiou d’Artagnan setzte nach der Pontcallec-Verschwörung Steuern an die französische Krone durch.
Die Debatten, die bei den einzelnen Sitzungen der États geführt wurden, drehten sich vorwiegend um die Verteilung der Steuern. Unter dem alten Regime musste die global festgesetzte Steuer für die Provinz anschließend in Gesamtsummen aufgeteilt werden, die von den unterschiedlichen weltlichen, kirchlichen und städtischen Herrschaften geschuldet wurden, um dann in den verschiedenen Gemeinden wiederum unter der Einwohnerschaft auf die einzelnen Haushalte verteilt zu werden.
Die États de Bretagne dürfen nicht mit den anderen souveränen Versammlungen wie dem Parlement de Bretagne oder der Chambre des comptes de Bretagne verwechselt werden.

## Organisation und Funktionsweise

### Unterstützung der herzoglichen Politik und Abstimmung der Steuern
In der Bretagne waren es nicht die Steuern, die während der Anfangszeiten dieser Versammlung im Mittelpunkt der Sitzungen standen. Dafür waren die "pairs et barons" zuständig. Die Versammlung der États de Bretagne diente vor allem dazu den Bedürfnissen der herzoglichen Politik zu entsprechen, es handelte sich dabei um die Curia ducis. In Justizangelegenheiten war sie bis zum Ende des 14. Jahrhunderts die souveräne Kammer des Herzogs, die die höchste Gerichtsbarkeit ausübte.
Im 14. Jahrhundert waren die Sitzungen der Ständeversammlung der Bretagne selten, denn sie fanden nur viermal statt: 1352, 1380, 1384 und 1389.
Unter der Herrschaft Johanns VI. von 1399 bis 1442 wurden die Sitzungen zahlreicher und widmeten der Zustimmung zur Herdsteuer (fouage) besondere Aufmerksamkeit. Aber die Sitzungen wurden nicht in einer regelmäßigen Frequenz einberufen.
Zu den Fragen, die von den États de Bretagne erörtert wurden, gehörte auch diejenige einer möglichen Nobilitierung. Zur Verdeutlichung mag das Beispiel der Familie Robert de la Mennais dienen, für die die Versammlung der États de Bretagne vom 28. Dezember 1786 in Saint-Malo die Erhebung in den Adelsstand befürwortete.

### Einberufung
Die États de Bretagne versammelten sich ausschließlich nach einer Einberufung durch den Herzog bzw. später den König, zuerst aus Gründen von Notwendigkeit (im 14. Jahrhundert), später jedes Jahr und ab 1632 alle zwei Jahre, wobei die Versammlungen am häufigsten im Winter stattfanden, wenn die Ernte und die maßgeblichen bäuerlichen Tätigkeiten erledigt waren. "Die Einberufung erfolgte gewöhnlich Ende September durch herzogliche Briefe. Die Gemeinden wählten ihre Abgeordneten in Gegenwart der Gouverneure der Gemeinden. Die Sitzung dauerte einen oder zwei Monate, manchmal auch länger. Die Mitglieder der États wurden nicht für ihre Ausgaben entschädigt. Während der Sitzung konnten sie nicht festgenommen oder verfolgt werden, ebenso nicht für zwei Wochen vor oder nach der Sitzung. Die von den États ernannten Beamten waren der Syndikus und seine Stellvertreter, der Amtsschreiber, der Schatzmeister, der Herold, der Maréchal des logis und der Provost der Händler. Der Herold trug bis zu Zeiten Karls VIII. einen Tappert aus Velours mit dem Wappen der Bretagne und nach der Union mit Frankreich denjenigen der Bretagne und Frankreichs. Er hatte die Aufsicht über das Mobiliar und die Tapisserien, er gestaltete die Räumlichkeiten (« le théâtre et les amphithéâtres »), und richtete die Podeste für die Delegierten, die Baldachine, Sessel und Stühle für die Beamten und die Mitglieder der verschiedenen Stände her ".
Die Sitzungen fanden in verschiedenen bretonischen Städten statt, die ausreichende Aufnahmekapazitäten hatten. Diese lagen meist in der Osthälfte des Landes, vor allem Vannes, Rennes, Nantes, Dinan, St-Brieuc und Vitré; ab 1732 wurden die Sitzungen am häufigsten in Rennes abgehalten. Von 1567 bis 1788 fand die Versammlung nur viermal im Westen des Landes statt, in Quimper und Morlaix. Von 1599 an wurde die Auswahl des Versammlungsorts auf Vorschlag des procureur syndic der États getroffen, der am Königshof ansässig war.
Während der bedeutenden Sitzungen wurden Kommissionen gebildet, die aus jeweils sechs Mitgliedern jedes Standes zusammengestellt wurden. Während der Sitzungen dieser Kommissionen befasste sich der Rest der Teilnehmer mit den unterschiedlichen Detailfragen der üblichen Verhandlungsgegenstände, insbesondere mit Steuerangelegenheiten.

### Zusammensetzung
Wie alle Stände der Provinzen bestanden jene der Bretagne im Jahr 1755 aus einer fixen Anzahl von 104 vorbestimmten Sitzen:
- 50 für die Inhaber der größten kirchlichen Herrschaften, d. h. für die neun Diözesen und die 41 Abteien; der Bischof der Diözese, in welcher sich die États versammelten, führte deren Vorsitz.[7]
- 10 für die Inhaber der Lehen mit dem Titel Baronnie oder Bannière: diejenigen von Avaugour, Léon, Fougères, Vitré, Retz, La Roche-Bernard, Château-Brian, Lanvaux, Pont und Ancenis. Die Zusammenlegung von Avaugour, Fougères und Lanvaux zur herzoglichen Domäne führte zu deren Ersatz durch die Baronnies von Malestroit, Derval und Quintin. Da man irgendwann nicht mehr wusste, ob mit der Baronnie von Pont diejenige von Pont-l'Abbé oder die von Pont-Château gemeint war, nahmen sie abwechselnd an den Sitzungen teil. Der älteste der Edelmänner führte den Vorsitz über die Deputierten des Adels, doch alle volljährigen Edelmänner der Bretagne konnten ihm assistieren. Anfangs lag das Alter der Volljährigkeit bei 14 Jahren, später bei 25 Jahren.[7]
- 44 für die Delegierten derjenigen Städte der Bretagne, die das Privileg der Blutgerichtsbarkeit besaßen. Jede Gemeinde, die Sitz und Stimme in den États hatte, konnte soviele Delegierte schicken, wie sie wollte, der Vorsitzende musste aus den Justizbeamten der Stadt gewählt werden, der Vizevorsitzende war der jeweilige diensthabende Syndikus. Ihnen wurden ihre Ausgaben ersetzt und sie erhielten 2 Écus pro Tag. Der Seneschall einer der vier großen Sénéchaussées, in deren Bereich die Versammlung einberufen wurde, war der Präsident für den Dritten Stand.[7] Die Städte, die eingeladen wurden, Deputierte zu entsenden, variierten ohne erkennbare Logik bis 1614 eine Liste aufgestellt wurde: Ancenis, (Antrain), Auray, (Bazouges-la-Pérouse), Brest, Carhaix, Châteaubriant, Clisson, Concarneau, Dinan, Dol-de-Bretagne, (Douarnenez), Fougères, Guérande, Guingamp, Hennebont, Josselin, La Guerche-de-Bretagne, Lamballe, Landerneau, Lannion, Le Croisic, Lesneven, Machecoul, Malestroit, Moncontour, Montfort-sur-Meu, Morlaix, Nantes, Ploërmel, Pontivy, Quimper, Quimperlé, Quintin, Redon, Rennes, Saint-Gildas-de-Rhuys, Saint-Brieuc, Saint-Malo, Saint-Pol-de-Léon, (Saint-Renan), Tréguier, Vannes, und Vitré.

Von diesen haben Antrain, Bazouges-la-Pérouse, Douarnenez und Saint-Renan niemals Deputierte entsandt und sind deswegen in Klammern gesetzt. Clisson schickte Deputierte nur bis 1626, ebenso Machecoul nur bis 1651. Um die Stände wieder aufzufüllen, durfte Hédé ab 1645 einen Vertreter entsenden und ebenso La Roche-Bernard ab 1667. In Port-Louis wechselte die Situation über die Zeiten hin. An den Ständeversammlungen konnten nur Orte teilnehmen, die sich als Gemeinden oder Städte organisiert hatten und das Privileg besaßen, sich fiskalisch selbst zu verwalten.
Die Abstimmung in der Versammlung erfolgte nach Stand und nicht nach Kopfanzahl: jeder Stand besaß nur eine einzige Stimme.
Zu den Vertretern der Provinz gesellten sich später etwa 20 königliche "Kommissare". Darunter war im 18. Jahrhundert der Intendant der Bretagne der wichtigste und aktivste, zuvor waren es der Oberkommandant oder der Generalleutnant. Als Homme d'information, als essentielle Schaltstelle, die im Zentrum aller Angelegenheiten stand, machten ihn seine Kompetenzen zum wichtigsten Mann der Sitzungen von den Eröffnungsberatungen bis zur Ausführung der abgestimmten Entscheide. Aber seine wirkliche Macht in der Provinz war im Vergleich geringer als diejenige der États, denn diese verfügten über die Finanzmittel, um die Initiativen umzusetzen, über die er die alleinige Verfügungsgewalt hatte, zum Beispiel im Hinblick auf die Öffentlichen Baumaßnahmen.

### Vorbereitung und Durchführung der Entscheide
In den Intervallen zwischen den Sitzungen sicherten verschiedene handelnde Personen und Organe die Durchführung der getroffenen Entscheide:
- der Schatzmeister
- der procureur général syndic, welcher die États auf allen Ebenen vertrat, insbesondere im Hinblick auf Gerichtsverfahren. Er wurde auf Grundlage einer Liste gewählt, die von den königlichen "Kommissaren" vorgelegt wurde. Der letzte von ihnen war René-Jean de Botherel du Plessis, der Widerstand gegen die Annexion der Bretagne leistete und 1791 eine offizielle Protestkundgebung in Nantes abhielt.[9]
- der Amtsschreiber, der für die Archive zuständig war
- der Herold, zusammen mit dem Maréchal des logis zuständig für die Abwicklung der Einberufungen
- die Amtsdiener
- die "députés en cour", die das Cahier de doléances mit den Anweisungen der Untertanen an ihre Vertreter führten
- diejenigen Deputierten, die bei der Rechnungslegung vor dem Rechnungshof der Bretagne mitwirkten.

Zunächst wurden zeitweilige Kommissionen eingesetzt:
- eine für die Redaktion der Cahiers de doléances
- eine für die Unterzeichnung von Steuerpachtverträgen
- eine für die Achtung der Privilegien der Provinz.

In späterer Zeit setzen die États Kommissionen für die Zwischenzeit zwischen ihren Sitzungen ein, die eine dauerhafte und wirksame Arbeit sicherstellen sollten:
- Es gab Kommissionen, die sich um bestimmte Aufgaben kümmern sollten, so ab 1715 die "Diözesanbüros" (eines pro Diözese), die mit der Verteilung der Steuern und der Nachprüfung von Beschwerdefällen beauftragt waren. Diese wurden schon 1718 nach der Pontcallec-Verschwörung aufgelöst.
- Die intermediäre Kommission, die vom Bischof von Rennes, Louis-Guy de Guérapin de Vauréal, entworfen und durch die Ratsbeschlüsse vom 8. Januar 1735 und vom 30. Januar 1737 ins Leben gerufen wurde. Sie befasste sich mehr und mehr mit der Einziehung aller direkten Steuern bis zur französischen Revolution. Ihre Kommissare stammten zu gleichen Anteilen aus allen drei Ständen. Es ist festzuhalten, dass die intermediäre Kommission keinen offiziellen Vertreter der Regierung einschloss.

Für ihre eigenen Aufwendungen wurden die États über die Steuern auf Wein finanziert: die Abgaben pro Weingut wurden auf jeder Sitzung für jeweils zwei Jahre festgesetzt.

### Die Frage der Vertretung
Die Versammlungen der États de Bretagne waren ein Konzentrat der Gesellschaft des Ancien Régime, um nicht zu sagen ihre Karikatur. Dort war alles geprägt von uralten Fragen von Privilegien und Vorrangstellungen, abgeleitet von den Regeln des Feudalismus.
Die großen Persönlichkeiten der Provinz, die oftmals mehrere Titel auf sich vereinten, hatten ihren reservierten Platz, wo Konflikte um die Vorrangstellung wie an jedem anderen öffentlichen Ort ausbrechen konnten oder überdeckt wurden. Die Adligen zeigten oft keine große Eile, um sich zu versammeln: sie waren lange Zeit nur eine kleine Gruppe von weniger als 100 gewesen (für 1576 sind 115 aufgezählt), so dass die États mindestens in den Jahren 1564 und 1572 Verweise an den König verfassen mussten, doch gegen die Säumigen vorzugehen. Mit dem Achten Hugenottenkrieg (1585–1598) und den doppelten Tagungen, die 1591 und 1594 abgehalten wurden, wurde die Tradition etabliert, die später zum Prinzip erhoben wurde, dass jeder Adelige das Zugangsrecht zu den États erhielt. Dieses Recht wurde niemals wirklich eingeschränkt, außer zeitweise auf dem Papier. Eine Berufung von Assistenten wurde ab 1620 praktiziert.

Die Schriftstellerin Marquise de Sévigné hat an den Sitzungen zwischen 1670 und 1690, die in Rennes und Vitré abgehalten wurde, teilgenommen:
"Ich wollte die Eröffnung nicht sehen, es war zu früh am Morgen. Die États sollten nicht lange dauern. Es geht nur darum, zu erfragen, was der König möchte. Man sagt kein einziges Wort; voilà, dann ist es abgemacht. Was den Gouverneur angeht, er findet dort, ich weiß nicht auf welche Weise, mehr als 40.000 Écus, die ihm zustehen. Eine Unmenge anderer Geschenke, von Pensionen, von Reparaturarbeiten an Wegen und Städten, 15 oder 20 große Tafeln, ununterbrochenes Spielen, ewige Bälle, Komödien dreimal in der Woche, eine außerordentliche Eleganz der Kleidung: das heißt man die États. Ich vergesse die 400 Fässer Wein, die man dabei trinkt, aber wenn ich auch diesen kleinen Absatz vergäße, die anderen würden ihn nicht vergessen, und für sie ist das das Wichtigste." 
Die Sitzungen boten die Gelegenheit für ein intensives mondänes Leben. Die Bankette wurden aus dem Budget bezahlt, was die Chance eröffnete, die Aufregung der täglichen Versammlungen mit einem Wettbewerb der Geschmäcker fortzusetzen, der reichlich begossen wurde, oder durch intensive Kartenspielrunden für die enthaltsameren Teilnehmer.
Der Dritte Stand der Provinz war ohne die geringste Vertretung der ländlichen Bevölkerung (dieser Landesteil wurde durch die Herren vertreten) zum einen quantitativ vollkommen unterrepräsentiert und verfügte zum anderen nur über eine schwache Autorität, um seiner Stimme Gehör zu verschaffen. Diese Unterrepräsentation war allerdings nur ein kleineres Übel, denn die Abstimmung erfolgte pro Stand und nicht pro Kopf (wie es bei den États der Languedoc der Fall war). Aber dieses Votum pro Stand offenbarte die Ohnmacht des Dritten Stands, die Entscheidungen der beiden privilegierten und solidarischen Stände zu revidieren; die Forderung nach einer Kompensation durch eine Verdoppelung der Stimme des Dritten Stands dauerte bis zur Französischen Revolution an.
In diesem Umfeld, das für sie günstiger war als anderswo, fanden es die Adeligen und insbesondere die nicht so begüterten Adeligen vorteilhaft, sich des Andenkens an ihre "Beschützer" oder an "ihre zu Dank Verpflichteten" zu bedienen, um ihre Beziehungen zu wahren und über die Unantastbarkeit ihrer Privilegien zu wachen, die ihnen einen großen Teil ihrer Identität verschafften.
Bei 300 bis 400 Adeligen Anfang des 18. Jahrhunderts führte die gute Durchführung der Sitzungen zu der Übereinkunft, die Teilnahme des Adels oder des vorgeblichen Adels zu begrenzen: die Beglaubigung der Adelstitel und die Regelung des Zutrittsrechts (durch königlichen Erlass vom 26. Juni 1736 und nochmals 1768) hatten nur einen begrenzten Effekt, da sich die Zahl der Adeligen bis 1789 mehr als verdoppelt hatte. Die Sitzungen verlagerten sich mehr und mehr nach Rennes, was es besonders dem Adel der östlichen Bretagne erleichterte, seine Teilnahme als Gewohnheitsrecht zu betrachten.

## Geschichte

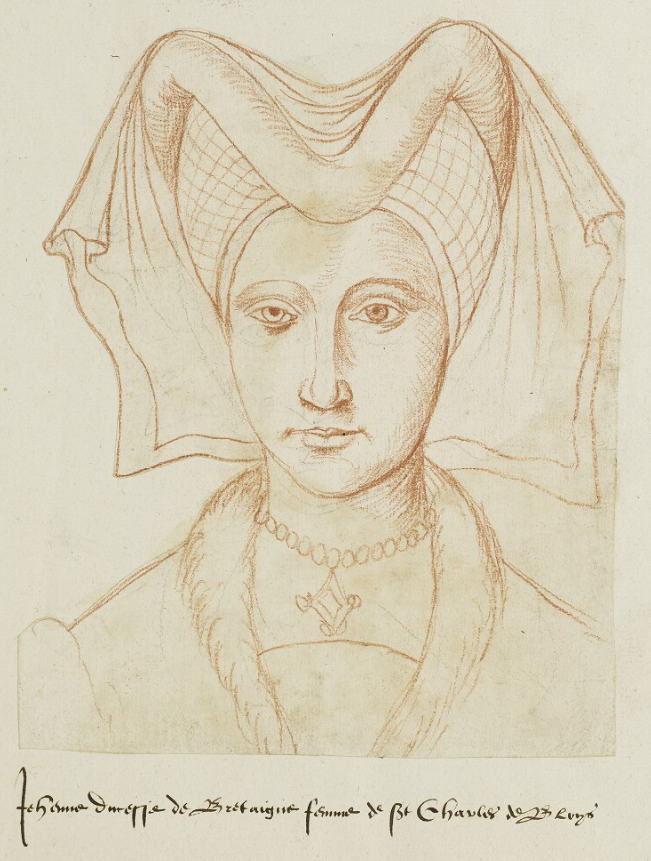
Angebliches Porträt der Johanna von Dreux, Gräfin von Ponthievre, im Recueil d'Arras, einer Porträtsammlung von Jacques Le Boucq (ca. 1560/70).

### Einsetzung der États de Bretagne im 14. Jahrhundert
Im Jahr 1352 versammelten sich die Stände der Bretagne zum ersten Mal. Zwar gibt es Angaben, dass schon 1309 in Ploërmel und 1315 in Vannes Versammlungen stattgefunden hätten, aber diese beruhen auf einem gefälschten Dokument, das erst knapp 100 Jahre später in der herzoglichen Kanzlei angefertigt wurde, wie Barthélemy Pocquet du Haut-Jussé 1925 nachgewiesen hat. Die erste Versammlung wurde in Dinan von Johanna von Dreux, Gräfin von Penthièvre und Titular-Herzogin der Bretagne, einberufen, um während des Bretonischen Erbfolgekriegs Verhandlungen mit dem König Eduard III. von England vorzubereiten.
Diese Versammlung mit derselben Bezeichnung wie die États du Languedoc hat sich ein größeres Maß an Unabhängigkeit bewahrt und eine wohlhabende Existenz geführt. Verglichen mit der Gesamtheit der Provinzstände unter dem Ancien Régime war es diese Versammlung, welche seitens der königlichen Macht das größte Maß an Sorge hervorgerufen hat, was sie zu einem interessanten Studienobjekt macht. Tatsächlich hatten die États de Bretagne aufgrund der Lebhaftigkeit ihres Widerstandes gegen die Macht des Königs einen bedeutenden politischen Einfluss. Die Eliten der Bretagne strebten danach, hier eine Lösung für ihre Beschwerden zu erhalten, während der König seinerseits auf der Suche nach mehr Geld und politischer Zusammenarbeit war.
Es fehlen ausreichende Quellen, um alle Umstände der Bildung der ersten États de Bretagne zu erhellen. Es handelte sich jedenfalls um Provinzialstände, die die drei Stände der Bretagne zusammenführten : den Klerus, den Adel und "die Gemeinen" (den Dritten Stand). Diese Versammlung existierte unter derselben Bezeichnung wie die übrigen Provinzialstände : in der Normandie, im Artois, im Béarn, in der Dauphiné, im Languedoc, in Burgund, im Vivarais oder in der Provence. Diese Institutionen markieren das Ende des Feudalsystems. Die Hauptfunktion der Provinzialstände war die Abstimmung über die Steuern, aber die Versammlungen besaßen auch politische und verwaltungstechnische Kompetenzbereiche.

### Schrittweise Trennung von politischer Macht und juristischer Gewalt (Ende des 14. Jahrhunderts)
In der Bretagne existierte bereits seit dem 13. Jahrhundert eine Versammlung, die der Herzog einberufen konnte, nämlich das Parlement général de prélats et de barons, das den Namen Allgemeines Parlament führte, da neben Prälaten und Grundherren auch einige Abgesandte der Städte anwesend waren. Diese Institution hat die Einsetzung der États de Bretagne stark beeinflusst. Die zwei Begriffe — "Stände" und "Allgemeines Parlament" — bezeichneten die gleichen Versammlungen, die sich die gleiche juristische Funktion teilten und in der allgemeinen Politik des Herzogtums eine Rolle spielten. Unter den Mitgliedern der Versammlung, welche 1352 zum ersten Mal einberufen wurde, erwähnt Dom Morice die Anwesenheit von Abgeordneten, die aus mehreren Städten der Bretagne kamen und den Dritten Stand vertraten.
Die juristische Funktion schwächt sich von 1382 an mehr und mehr ab, nachdem der Herzog die Rolle, die Gerichtsversammlung des Allgemeinen Parlaments zu leiten, dem Präsidenten dieses Parlaments überträgt. Immer mehr setzen sich danach die Gerichtsversammlungen aus Spezialisten wie z. B. Juristen zusammen. Das führt schrittweise zu einer Unterscheidung zwischen der juristischen Gewalt des Parlaments und der politischen Macht der Versammlung der États (oder des Allgemeinen Parlaments). 1485 organisiert Franz II. eine souveräne Justizkammer, die in Vannes tagt und den Namen parlement de Bretagne annimmt. Schließlich verblieb den États die Fähigkeit, die Vasallen des Herzogs zu repräsentieren; eine Repräsentation, die sich von Zeit zu Zeit in der Abstimmung über die Steuern verwirklichte.

### Der Unionsvertrag der Bretagne und Frankreichs: Provinzialisierung
Es gilt, die Vereinigung des Herzogtums Bretagne mit der französischen Krone abzuwarten, bis diese Ständeversammlung ihre Rolle voll ausspielen kann. Der Unionsvertrag von 1532 bekräftigt und bestätigt bestimmte Privilegien und Freiheiten der Bretagne, insbesondere die Verpflichtung, die Zustimmung der Bretonen zu erhalten, bevor finanzielle Abgaben realisiert werden können, die nicht auferlegt werden können. Dieses Privileg überdauert bis zur französischen Revolution und die États de Bretagne tragen ihren Teil zur institutionellen Arbeit bei, um diese Rechte zu garantieren.
Einige Einzeldaten:
- 1408: erstmaliges Auftauchen der Bezeichnung États,
- 1493: erstmalige Vorhaltungen im Hinblick auf Steuern mit einer Deputation an König Karl VIII.,
- 1522: Bestätigung eines procureur, eines Schatzmeisters und eines Amtsschreiber bis 1526,
- 1540: jede Sitzung schließt die Abfassung eines Beschwerdehefts mit ein,
- 1577-1578: erstmalige Protestaktion gegen die Erhöhung von Abgaben ohne ihr Einverständnis, was einen königlichen Erlass vom Juni 1579 auslöst, der das Privileg bestätigt,
- 1586 und 1601: die États de Bretagne versammeln sich in Quimper[22] (1586 auch zusätzlich in Rennes).

### Das Zeremoniell der États de Bretagne am Beispiel der Versammlung von Vannes 1462
Im Folgenden wird von Dom Morice, zitiert nach Pierre-Michel-François Chevalier, beschrieben, wie Herzog Franz II. die États de Bretagne zu Vannes 1462 besuchte:
"Man sah zunächst aus den hermelinfarbenen Zelten die Bogenschützen des Königs hervortreten in ihren mit Stickereien aus Gold und Silber verzierten Gewändern und mit ihren Hellebarden bewaffnet ; danach folgten die Trompeter und andere Spielleute ; nach jenen eine große Zahl von Herolden, Unterherolden (poursuivants) und anderen Wappenmeistern sowohl des Herzogs als auch  zahlreicher anderer Herren, ein jeglicher angetan mit seinem Tappert in den Wappenfarben seines Herrn in Goldstickerei oder in Emaille. Danach marschierten die Edelleute des herzoglichen Haushalts ; nach jenen kamen die Bischöfe und die Äbte, gefolgt von den Waffenknechten (sergents d'armes), welche ihre silbernen Streitkolben trugen und damit Platz schufen, ebenso taten dies die Amtsdiener, die mit ihnen marschierten und Stäbe in den Händen trugen, welche das Abzeichen ihres Amtes waren. Nun erschien Thomas de Quebriac, der erste Schildknappe (écuyer), angetan mit dem aufgeschlagenen Hut der herzoglichen Stallungen, der das Schwert des Herzogs trug, reich verziert mit Gold und Edelsteinen. Nach ihm marschierte Jean, Sire du Pont-l'Abbé, welcher die Herzogskrone auf einem reich mit Edelsteinen verzierten Paradekissen trug. Dieses Amt wäre rechtmäßig dem Sire de Guéméné-Guengamp zugestanden, aber da jener minderjährig, nämlich nur 14 Jahre alt und außerdem krank war, baten seine Eltern Pont-l'Abbé, ihn zu ersetzen, was er mit Zustimmung des Herzogs tat. Nach ihm marschierte Guyon de Quelenec, der Sohn des Admirals, welcher auf einem reich verzierten Stab den hermelingefütterten Hut des Herzogs trug. Der Herzog folgte ihm unmittelbar, angetan mit seinem großen königlichen Mantel, ebenfalls gefüttert mit Hermelin, dessen beide Seiten der Comte de Laval und Sire de la Roche-Bernard trugen ; die Schleppe wurde getragen von Sire de Derval et de Château-Giron, erster und erblicher Großkammerherr der Bretagne. An der Seite von Sire de Derval ging Monsieur Henri du Juc'h, welcher, aufgrund eines besonderen, seinen Ahnen verliehenen Privilegs, ebenso den Mantel des Herzogs tragen durfte, sofern er nicht davon bedeckt würde, und ihn am Ende der Versammlung der États behalten durfte. (…) Hinter diesen marschierte der Kanzler in königlichem Ornat, der Sire de Malestroit, Marschall der Bretagne, der Admiral Vicomte du Faou und Tannegui du Castel, zu dieser Zeit Großmeister des Haushalts, der seinen Amtsstab auf der Schulter trug. Der Aufmarsch wurde beschlossen von einer großen Anzahl von Ratsherren, Baronen, Bannerherren (bannerets), Rittern, Edelherren und anderen Mitgliedern der États."

### Die Entstehung des "Don gratuit"
Im Gegensatz zu den anderen Pays d'État war die Bretagne nie der Taille, den Aides und der Salzsteuer (Gabelle) unterworfen, die die anderen États particuliers (z. B. Burgund, Dauphiné oder Languedoc) zu verteilen pflegten. Die Könige, die auf die bretonischen Herzöge folgten, mussten sich mit den geringeren Einnahmen aus den bereits eingeführten "Pflichtschulden" ("devoirs") und anderen Zahlungen begnügen.
Vom Beginn des 16. Jahrhunderts an wurde eine Tradition der formalen Zustimmung zu Steuererhöhungen eingeführt. So wurden die Nachfolger für die althergebrachten herzoglichen Abgaben legitimiert und ihre fixe Höhe vermied Protestkundgebungen. Außerordentliche Sitzungen milderten die Starrheit dieses Verfahrens ab und erlaubten es, für schnelle, aber doch wenig legitime Beruhigung zu sorgen.
Aus der Notwendigkeit heraus bürgerte sich bei jeder Sitzung eine steuerliche Ergänzung für die besonderen königlichen Erfordernisse ein. Man hielt außerordentliche Sitzungen über außerordentliche Zuschüsse ab, ließ aber die gesamte Versammlung darüber abstimmen. Diese systematische Ergänzung zu den gewohnten Steuern erhielt den Namen "Don gratuit" ("freie Spende", erstmals angewandt 1614). Die Erhebung dieser Gelder ermöglichte den États, ein autonomes Steuersystem zu errichten. In der Folge waren die Verhandlungen über die Höhe der "Spende" das Vorrecht eines besonderen königlichen Kommissars, des "Ratskommissars", eine Rolle, die seit seiner Einsetzung 1689 der Intendant der Bretagne wahrnahm und die zu seiner herausragenden Stellung im Brennpunkt der Sitzungen führte.
Seit 1593 stammten die Finanzmittel der États de Bretagne aus "devoirs" oder Steuern auf Getränke (v. a. Wein), die sich aus den "großen Schulden", die auf den Einzelhandel erhoben wurden, und den "kleinen Schulden" auf den Großhandel zusammensetzten. Es waren vorwiegend die "kleinen Schulden", die das Budget der États ausmachen sollten, aber 1606 wurden sie auf ein Viertel der Abgaben festgeschrieben. Da sie aber im Wesentlichen für die Unterhaltskosten und für Gratifikationen ausgegeben wurden, waren die eingesammelten Gelder schnell vollkommen unzureichend. Die vage Vermögensverwaltung des Schatzmeisters, die auf Darlehen beruhte, führte schnell zu der Entscheidung der Erhebung von "fouages extraordinaires" (außerordentliche Herdsteuern) durch "private Empfänger": dies war ein armseliges Beruhigungsmittel für ein System, das noch über lange Zeit hinweg Großzügigkeiten verteilte, ohne sich wirklich um seine Finanzierung zu kümmern.
So weist Henri Sée im Gegensatz zu den Ausgaben für Festivitäten und andere Verschwendungen auf die einzigen Investitionen hin, die er im Zeitraum von 1598 bis 1643 für im Allgemeinen Interesse erachtet:
- 54.000 Livres für den Freikauf von Gefangenen der Barbaresken-Piraten,
- 25.000 Livres für öffentliche Arbeiten,
- 12.000 Livres für das Collège de Rennes,
- 12.000 Livres für die Werke der beiden Dominikanermönche V.-P.-A. Du Paëz und Albert Le Grand (* 1599?; † 1640 oder 1644).[24]

### Die Geschäftsordnung der États de Bretagne
Nach Henri Sée fanden es die États vorteilhaft, dass es lange Zeit keine Geschäftsordnung gab; Projekte und Vorschläge, die es diesbezüglich seit der Mitte des 17. Jahrhunderts bis zur Revolution gab, waren königlichen Ursprungs.
Der erste derartige Text vom 21. Oktober 1669 war im Vergleich der "spontanste": er sollte die Verwendung der Mittel (516.710 Livres) zwischen den Honoraren der Amtsträger, den Aufwendungen für die Sitzungen, den auf 40.000 Livres beschränkten Gratifikationen und den auf 15.000 Livres begrenzten Almosen regeln, wobei der Vorrang auf der Begleichung der Schulden liegen sollte. Er wurde aber in keiner Weise respektiert, denn er verhinderte nicht die unwahrscheinliche Gratifikation von 100.000 Livres an den Herzog von Chaulnes, Charles d’Albert d’Ailly für seinen Dienst als Gouverneur, was einen energischen Beschluss des Rates vom 27. März 1684 auslöste. Dieser erwies sich als wesentlich vollständigerer Vorschlag einer Geschäftsordnung, der wohl oder übel am 11. Oktober 1687 gebilligt werden musste.
Die Geschäftsordnung von 1687 erfüllte ihren Zweck bis zum Ende der Regierungszeit Ludwig XIV. Von 1718 an startete der zaghafte Versuch, die Teilnahme des Adels einzuschränken, indem man die Erfordernisse zum Nachweis der Nobilität vermehrte. Die Erklärung vom 26. Juni 1736 war die hauptsächliche Umsetzung, welche Folgen zeitigte; Folgen, welche das Parlament der Bretagne wohl wahrgenommen hat, das dagegen mit zwei Verweisen protestierte, während sich die États selbst damit zufriedengaben, dass sie dem ursprünglichen Entwurf nicht zustimmen mussten. Die Schwierigkeit bestand darin, wirksam den Zutritt zur Ständeversammlung zu regeln zwischen einer Teilnahme des Adels, welche sich in einer turbulenten und unkontrollierbaren Opposition ausdrückte, und einer Versammlung, welche eines wesentlichen Teils ihrer Lebenskraft und auch ihrer Legitimität beraubt wäre (Herren, die im Namen der Vasallen sprechen). Andere Prioritäten und unbefriedigende Initiativen führten dazu, dass kein wirklicher Fortschritt erzielt wurde: die États organisierten ihre Geschäftsführung gemäß der traditionellen Gebräuche, die an die Umstände und die Zwänge des Augenblicks angepasst wurden.

### Die États de Bretagne und die Revolution
Die États de Bretagne widersetzten sich vergeblich der Konstituanten von 1789, da sie in der Bretagne keine andere Macht besaßen als ihren procureur général syndic René-Jean de Botherel du Plessis, der 1790 "Protestnoten" an das zukünftige Europa verfasste, deren Verteilung er in Auftrag gab. Er protestierte, da er durch sein Amt und seinen Eid auf die bretonische Verfassung mit der Wahrung der Rechte der Bretagne beauftragt war. Damit musste er sich jeder Änderung ohne Zustimmung der États de Bretagne und des bretonischen Parlaments widersetzen. Die États de Bretagne wurden folglich in der Nacht des 4. August 1789 aufgelöst.

## Tagungsorte der États de Bretagne mit markanten Ereignissen

### Die États zu Zeiten des Absolutismus
Seit 1532 proben die États einen Dualismus zwischen einerseits seiner Verfassung und seiner Tradition und andererseits den Forderungen der Vertreter des Königs.
| Jahr | Ort               | Anmerkungen | Jahr    | Ort              | Anmerkungen |
| ---- | ----------------- | --- | ------- | ---------------- | --- |
| 1309 | Ploërmel          | gefälschte Angaben aus der Mitte des 15. Jahrhunderts | 1315    | Vannes           | gefälschte Angaben aus der Mitte des 15. Jahrhunderts |
| 1341 | Nantes            | Erster Versuch einer Einberufung der drei Stände, zum ersten Mal mit Abgesandten der Städte. Aber Johann von Montfort gelingt es nicht, die Barone zu versammeln, um zusammen mit den Räten der Städte und des Landes als Herzog anerkannt zu werden.                                                                   | 1352    | Dinan            | Die Herzogin Johanna von Dreux ruft erstmals Vertreter der städtischen Gemeinden auf, an der Versammlung mit dem hohen Klerus und dem Adel teilzunehmen. Elf Städte entsenden ihre bürgerlichen Vertreter. Es wird eine Gesandtschaft aufgestellt, um über die Freilassung ihres Ehemannes Karl von Blois durch König Eduard III. von England zu verhandeln. |
| 1365 | Vannes            | Johann V. erwirkt eine Herdsteuer auf den Ländereien der Prälaten und der Barone. Die Städte sind nicht vertreten, da sie nicht betroffen sind. | 1380    | ?                | Es wird ein Brief an König Karl V. verfasst. |
| 1387 | Vannes            | Im Nachgang der États lässt Johann V. Olivier V. de Clisson und Guy XII. de Laval im neuerbauten Château de l’Hermine festsetzen. | 1389    | Nantes           | |
| 1408 | Vannes            | Auf dieser von Johann VI. einberufenen Versammlung wird der Name États de Bretagne angenommen. | 1420    | Vannes           | Verurteilung der Grafen von Penthièvre in Abwesenheit aufgrund der Entführung und Einkerkerung Johanns VI. Herzogin Jeanne wird militärische Unterstützung zur Befreiung des Herzogs gewährt. |
| 1421 | Vannes            | Verurteilung und Absetzung der Grafen von Penthièvre | 1425    | Vannes           | Verbot der Ausfuhr von Lebensmitteln, um deren Verknappung zu verhindern |
| 1451 | Vannes            | | 1455    | Vannes           | Peter II. eröffnet die Versammlung "en royal habit". Er erhält die Zustimmung zur Verlobung seiner beiden Nichten zur Sicherung der Nachfolge des Herzogtums. Margarete verlobt sich mit dem Grafen François d’Étampes und Marie mit dem Vicomte Jean de Rohan. |
| 1459 | Vannes            | | 1462    | Vannes           | Konstitution gegen Gotteslästerer, Notare, Advokaten und falsche Zeugen |
| 1478 | Vannes            | | 1480    | Vannes           | |
| 1490 | Vannes            | Einberufen durch die Herzogin Anne | 1491    | Vannes           | Zum ersten Mal beruft mit Karl VIII. ein französischer König die États ein, nachdem er ins Land eingefallen war. Er heiratet Herzogin Anne wenig später. |
| 1501 | Vannes            | Bekanntgabe des Verlöbnisses von Annes Tochter Claude de France mit Karl von Habsburg, damals Graf von Luxemburg, später Kaiser Karl V. | 1532    | Vannes           | Vereinigung der Bretagne mit Frankreich, um einen Krieg zu vermeiden. Feierlicher Einzug des Kronprinzen in Rennes und Krönung zum Herzog der Bretagne unter dem Namen Franz III. |
| 1533 | Morlaix           | | 1557    | Morlaix & Vannes | |
| 1559 | Rennes            | | 1567    | Vannes           | |
| 1571 | Rennes            | Die Kommissare des Königs fordern 300.000 Livres, um die schweizeri-schen Söldner zu entlohnen, die im Dritten Hugenottenkrieg gekämpft hatten. Ihnen werden aber nur 120.000 Livres zugestanden. | 1572    | Vannes           | außerordentliche Sitzung, in der es erneut um die 300.000 Livres Kriegslohn der Schweizer geht; wird später nach Nantes verlegt |
| 1575 | Rennes            | | 1577    | Vannes           | Entscheidung, die Archive der États zurückzuholen, die zum Rechnungshof nach Paris gebracht worden waren |
| 1579 | Rennes & Nantes   | | 1580    | Ploërmel         | |
| 1581 | Vannes            | | 1582    | Vannes           | |
| 1583 | Rennes & Nantes   | | 1584    | Rennes           | |
| 1585 | Nantes            | Auftrag an den Weber Pierre de Molin und den Vorlagenzeichner Robert Paigné sechs Tapisserien anzufertigen, welche mit den goldenen Lilien Frankreichs und dem Hermelin der Bretagne geschmückt sein sollten, um den Sitzungssaal der États zu zieren. Ein Exemplar davon ist im Schloss von Nantes bis heute erhalten. | 1586    | Quimper          | |
| 1587 | Ploërmel & Rennes | | 1588    | Nantes & Rennes  | |
| 1589 | Vannes            | Aufgrund des Achten Hugenottenkriegs abgebrochen | 1590/91 | Rennes & Nantes  | Die königstreuen Mitglieder der États versammeln sich in Rennes, die Anhänger der Katholischen Liga in Nantes. In der Rumpfversammlung in Rennes ist kein einziger Bischof anwesend, nur derjenige von Tréguier entsendet einen Kanoniker. Nur fünf Vertreter des Klerus sind vor Ort, 40 Adlige und die Ver-treter von nur sieben Städten. Um die Versammlung aufzuwerten, wird unrechtmäßig Flüchtlingen und dem König gewogenen Prioren der Zugang gewährt. Den von den königlichen Kommissaren geforderten Abgaben wird zugestimmt. Die Mitglieder der "rebellischen " États von Nantes werden verurteilt. |
| 1592 | Vannes & Rennes   | Die Versammlung der Liga findet in Vannes statt, die kö-nigstreue in Rennes. Die einen États leisten dem Gouver-neur der Bretagne, Philippe-Emmanuel de Lorraine, Herzog von Mercœur, Gehorsam, die anderen dem französischen König Heinrich IV.                                                                        | 1593    | Vannes & Rennes  | Wie im Vorjahr verteilen sich die Anhänger der Liga und des Königs. Es werden weitere Tapisserien zum Schmuck der Sitzungssäle in Auftrag gegeben. |
| 1594 | Vannes & Rennes   | Die États werden gemeinsam nach Dinan einberufen, ver-sammeln sich aber wieder getrennt in Vannes und Rennes. | 1599    | Vannes           | erste Sitzung der wiedervereinten États unter der Autorität Heinrichs IV. |
| 1600 | Rennes            | Billigung des Edikts von Nantes über die religiöse Toleranz | 1613    | ?                | Ein Mitspracherecht bei der Erhöhung der auferlegten Steuern wird am 10. März vereinbart. |
| 1614 | Nantes            | Erstellung der Liste von 44 Städten, die Vertreter in die États entsenden dürfen | 1620    | ?                | Der Vorsitz des Dritten Stands, der zwischen den Städten umstritten ist, wird einem Berater des Sitzungspräsidenten anvertraut. |
| 1624 | Rennes?           | Es wird festgelegt, dass ein Bischof Tagungspräsident wird. Findet diese in Rennes statt, soll es der Bischof von Rennes sein, an anderen Orten ist es der Bischof von Dol. | 1625    | ?                | Die Mitglieder des Parlaments der Bretagne, mit Ausnahme des Kammerpräsidenten (président à mortier) und des Beraters der Rechnungskammer, werden nicht zu den Sitzungen zugelassen. |
| 1629 | Vannes            | | 1630    | ?                | Die États tagen von nun an nur noch zweijährlich, aber regelmäßiger. |
| 1636 | ?                 | Die États widersprechen der Einsetzung eines permanenten Repräsentanten des Königs. | 1638    | ?                | Wiederholung des Widerspruchs von 1636 |
| 1641 | ?                 | Es werden silberne Marken geprägt, die zum einen der Ent-lohnung der Abgeordneten dienen und zum anderen deren Anwesenheit sichern sollen. | 1643    | Vannes           | |
| 1647 | Vannes            | Protestnote gegen die Entfernung der Gräber der Herzöge Johann II. und Johann III. aus dem Chor des Karmeliterklo-sters von Ploërmel | 1649    | Vannes           | |
| 1651 | Nantes            | | 1653    | Fougères         | |
| 1655 | Vitré             | | 1664    | Nantes           | |
| 1667 | Vannes            | Patentbriefe des Königs vom Juni 1667, die die Liste der 44 Städte festlegen, die Abgeordnete entsenden dürfen | 1669    | ?                | Es wird die systematische Prüfung von Verstößen gegen die Beschlüsse der vorherigen Versammlung eingeführt. |
| 1671 | Vitré             | Über die "freie Spende" wird vor der Prüfung der Rücksicht-nahme auf die Privilegien der Provinz abgestimmt. | 1675    | Vannes           | Über die "freie Spende" wird ab jetzt immer per Akklamation direkt nach der Eröffnung der Sitzung abgestimmt. |
| 1677 | Saint-Brieuc      | | 1679    | Vitré            | |
| 1683 | Vitré             | | 1685    | Dinan            | Votum für eine Statue Ludwigs XIV. durch den Bildhauer Antoine Coysevox |
| 1687 | ?                 | Die Verordnung über die Geschäftsordnung gemäß des Texts vom 27. März 1684 wird angenommen. | 1689    | Rennes           | Mit der Nominierung des ersten Intendanten der Bretagne beginnt ein Kampf um den Einfluss der Kö-nigsmacht auf die États und das Parlament der Bretagne, der ein Jahrhundert andauern wird. |
| 1691 | Vannes            | Votum für den Sockel der Reiterstatue von Coysevox, die dann in Rennes aufgestellt wird; Guy Lobineau werden die Archive der Bretagne für seine Histoire de Bretagne geöffnet | 1693    | Vannes           | |
| 1695 | Vannes            | Bekanntgabe der Nominierung von Louis-Alexandre de Bourbon, Graf von Toulouse, zum Gouverneur der Bretagne | 1697    | Vitré            | |
| 1699 | Vannes            | | 1703    | Vannes           | 20.000 Livres werden für die Unkosten und den Druck der Histoire de Bretagne bewilligt. |
| 1705 | Vitré             | | 1706    | ?                | Einsetzung eines zweiten procureur général syndic, der am Hof von Versailles residierte; bis 1784 wurden diese vom König ernannt |
| 1709 | Saint-Brieuc      | | 1713    | Dinan            | |

Bis zum Ende der Regierungszeit Ludwigs XIV. und insbesondere unter seiner Herrschaft haben die États keine andere Wahl als sich darauf zu beschränken, ihre Autorität oder ihr Prestige zu retten, indem sie sich darauf versteifen, dass die Steuerprivilegien der Provinz respektiert werden. In der Realität erreicht die königliche Macht aufgrund des einzigen Zugeständnisses, dass dieses Prinzip respektiert wird, die Befriedigung ihrer finanziellen Aufwendungen. Von einer Sitzung zur anderen können die États ihre nostalgische Vorstellung von wahrer Macht in Protestnoten mitteilen, die sie mit ihren Schlussfolgerungen spicken und insbesondere mit der wieder und wieder erhobenen Forderung, zum Privileg zur Zustimmung zur Steuerfestsetzung zurückzukehren. Die Abhaltung von improvisierten "petits États" immer dann, wenn über dringende Abgaben abgestimmt werden muss, sind kein gutes Omen. Die Beschwerden ihrerseits, die im Prinzip durch den procureur général syndic an den König weitergeleitet werden sollten, werden sanft durchkreuzt, sobald sie nur im "Bureau des Pays d'États" des Generalkontrolleurs eingetroffen sind.

### Die Rivalität um Einfluss (1715–1774)
In diesem Zeitabschnitt fanden die États Schritt für Schritt zu einer relativen Machtposition in effektiven Verhandlungen mit der königlichen Macht zurück, bis 1734 die Einsetzung der Commission intermédiaire gelang, welche im Gegensatz zur Bedeutung ihres Namens keine untergeordnete Rolle spielte. Da sie zum Teil von den formalen Schwierigkeiten verschont blieb, die andere Instanzen lahmlegten, war es am Ende die französische Revolution, die dem kontinuierlichen Zuwachs ihrer Kompetenzen und ebenso ihrer wirksamen Zusammenarbeit mit Kommissionen für spezielle Bereiche ein Ende setzen sollte.
| Jahr       | Ort          | Bemerkungen | Jahr | Ort    | Bemerkungen |
| ---------- | ------------ | --- | ---- | ------ | --- |
| 1715       | ?            | Die Titel der Adligen werden verifiziert. | 1716 | ?      | Die États sichern sich die Verwaltung der Straßen in der Bretagne. |
| 1717       | Dinan        | Eine "freie Spende" von 2.000.000 Livres an den König wird verweigert, was zur Auflösung der États durch den Oberbefehlshaber Marschall Pierre de Montesquiou d’Artagnan und die Unterdrückung des bretonischen Adels führt (Exekutionen, Einkerkerungen, Pontcallec-Verschwörung) | 1719 | Dinan  | erneute Verweigerung der "freien Spende"; Erstellung einer Liste von Forderungen für die Autonomie der États und die Begrenzung der Steuerlast |
| 1720       | Ancenis      | Unterwerfung gegenüber dem König und seinem neuen Oberbefehlshaber Marschall Victor-Marie d’Estrées und Zustimmung zu einer "freien Spende" von 3.000.000 Livres; Die konkurrierenden Mächte bemühen sich, zum Wiederaufbau nach dem Brand von Rennes beizutragen.                 | 1722 | Nantes | Die États erhalten die Kompetenz für Angelegenheiten des Kasernenbaus. |
| 1724       | Saint-Brieuc | Die Adeligen, die einen Nutzen aus den königlichen Gütern oder der Provinz ziehen, werden nicht mehr zugelassen. | 1725 | ?      | Bewilligung von 300.000 Livres für den Wiederaufbau der Befestigungen und der öffentlichen Gebäude nach dem großen Stadtbrand von Rennes des Jahres 1720 |
| 1728       | Rennes       | Direkt nach der Eröffnung beginnen zweitägige Streitigkeiten und eine königliche Intervention, ob über die Gratifikationen für den Marschall d'Estrées und die Prinzessin de Léon geheim abgestimmt werden soll oder nicht.                                                        | 1730 | ?      | Es werden Kredite für den Bau eines Kanals von Rennes nach Saint-Malo bewilligt. |
| 1734       | ?            | Verstetigung der Kopfsteuer und des Zehnten | 1736 | ?      | Erklärung vom 26. Juni über die Zulassung der Adeligen; der Generalinspekteur der Finanzen wird auch Direktor der Brücken und Chausseen; Beginn einer Serie von nicht-öffentlichen Sitzungen, die bis 1750 andauern |
| 1748       | Rennes       | Zustimmung zum Bau dreier Kanäle: Rance-Vilaine (von Saint-Malo und Dinan nach Rennes), Oust-Blavet und Loire Vilaine. Sie werden erst im 19. Jahrhundert vollendet. | 1754 | Rennes | |
| 1756       | ?            | Verstetigung des Zwanzigsten | 1759 | ?      | Die États regeln die staatlichen Rechte (bis 1771). |
| 1760       | Nantes       | | 1762 | Rennes | Während der siebenjährige Krieg tobt und die anderen französischen Provinzen dem König ein Schiff anbieten, stimmen die États per einstimmiger Akklamation außer der "freien Spende" dafür, dem König in Lorient den Bau und die Ausrüstung eines Linienschiffs mit drei Decks und 100 Kanonen namens "Bretagne" zu finanzieren, des größten Schiffes der königlichen Marine. |
| 1764       | Nantes       | | 1767 | Rennes | Nach der Affäre um Louis-René de Caradeuc de La Chalotais, der die Haute-Bretagne erschüttert hat, ergreift der Oberbefehlshaber Emmanuel-Armand de Vignerot du Plessis de Richelieu, Herzog von Aiguillon, autoritäre Maßnahmen gegen den Adelsstand. |
| 1772 -1773 | Morlaix      | | 1774 | Rennes | |

### Die Maschinerie kommt zum Stillstand (1774–1789)
| Jahr       | Ort    | Bemerkungen | Jahr | Ort    | Bemerkungen |
| ---------- | ------ | --- | ---- | ------ | --- |
| 1782       | Rennes | | 1784 | ?      | Die États erhalten die Kontrolle über die Bewilligungen.                                                                    |
| 1785       | Rennes | In Anwesenheit des Marquis de Lafayette, der großen Applaus erhält, können die États über die Vergabe der öffentlichen Arbeiten an Brücken und Chausseen entscheiden. Einer Statue für Ludwig XVI. wird zugestimmt. | 1787 | Rennes | Widerstand gegen den Ersatz des Frondienstes für den König durch eine Steuer, wie es fast überall im Königreich üblich ist. |
| 1788 -1789 | ?      | Lebhafte Protestkundgebungen gegen den neuen Oberbefehlshaber Henri de Thiard de Bissy, der Truppen einsetzt, um gewaltsam die illegale Eintragung von Erlassen ans Parlament zu erzwingen; Die États unterstützen das Parlament und entsenden 12 Mitglieder nach Versailles, um gegen die Angriffe auf die Vorrechte des Parlaments zu protestieren. Diese werden in der Bastille gefangengesetzt. |      |        | |

Am 13. Februar 1790 widersetzt sich der procureur général-syndic der États, René-Jean de Botherel du Plessis, der Konstituanten und publiziert seine "Protestnoten" in Nantes und Southampton am 3. Februar 1791. Die Begriffe sind formal und zweideutig und führen die Klausel der Union aus: "Zerbrich, was gegen den Willen der États ist" ... "Mit einem Wort protestieren wir gegen alle Akte und Dekrete, die zum Nachteil oder schädlich für die Rechte, Privilegien und Freiheiten der Bretagne sind, und erklären in aller Form unseren Widerstand "... "Da in der Bretagne kein legales Tribunal existiert, vertrauen wir die Sache der Öffentlichkeit, ja ganz Europa an und bitten alle guten Bürger, die sie erhalten, darum, sie zu bewahren und weiterzuverbreiten".

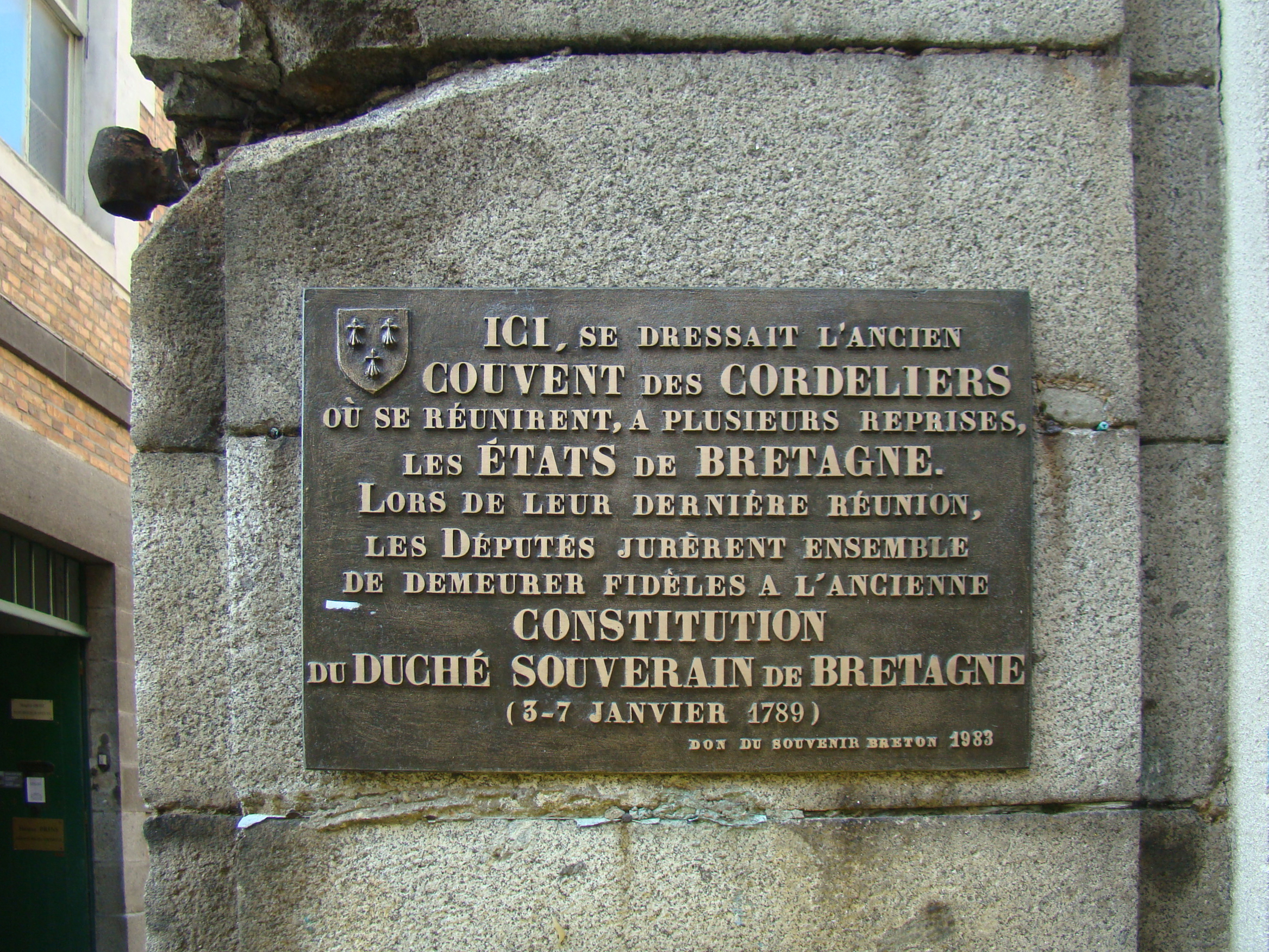
Erinnerungstafel am Kloster der Cordeliers (deutsch Franziskaner-Observanten) in Rennes zur Erinnerung an die letzte Versammlung der États de Bretagne vom 3.-7. Januar 1789

Im Zeitraum von 1774 bis 1789 hat sich die Verflechtung der Zuständigkeiten der einen Seite und der Kompetenzen der anderen Seite in der Phase des Kompetenzzuwachses der États sowohl im Guten als auch im Schlechten verstärkt. Trotz der Reibungen und Unstimmigkeiten institutioneller oder politischer Natur kann das eingeschliffene administrative Handeln der États ihre Anstrengungen systematisieren und darauf hoffen, eines Tages die Übel, die sich z. B. in Form von Epidemien in der Provinz zeigen, zu besiegen.
Ebenso standen bis mindestens 1776 die Gemeinden hinsichtlich der Verwaltung ihrer Finanzen und ihres Straßennetzes unter der Aufsicht des Intendanten, mussten aber die États um die Genehmigung für die Zuteilung zusätzlicher Mittel bitten. Der Intendant unterstützte seinerseits wiederum ehrgeizige Projekte im Bereich der öffentlichen Arbeiten, während die États in den Wiederaufbau der abgebrannten Stadtteile Rennes investieren mussten und gleichzeitig Prestigeprojekte wie königliche Standbilder zu fördern hatten.
Die États de Bretagne, meisterhafte Verkörperung der französischen Gesellschaft in ihren archaischsten Ausbildungen, durchlebten in höchstem Maße (aus Solidarität mit dem Parlament der Bretagne)  aufwühlende Phasen wachsender Spannungen, die mit der Einberufung der Generalstände von 1789 endeten. Weder die Herkunft ihrer Mitglieder noch die in jüngerer Zeit wachsende Effizienz ihrer Kommissionen gaben den États de Bretagne den notwendigen Abstand, um grundlegende Neudefinitionen, inspiriert vom Geist der Aufklärung, zuzulassen und mit ihrer traditionellen Amtsführung zu brechen. Diese Linie erwartete, dass "Reformen, seien sie auch begrenzt, ihren Interessen schaden, Prinzipien verletzen und Vorrechte bedrohen".

## Die Archive der États de Bretagne
Seit 1534 unterhielten die États eigene Archive, die in den Türmen der Kathedrale Saint-Pierre in Rennes aufbewahrt wurden.
Im 18. Jahrhundert hielten die Abgeordneten die Abläufe der Institution mit größerer Genauigkeit und dem Ziel fest, davon Archivalien aufzubewahren. Dieses Archivmaterial erlaubt es, die Handlungen der Abgeordneten und ihre Strategie bezüglich der Veränderung der örtlichen Infrastruktur, der Verwaltung der Einnahmen, der Übertragung von Ländereien der Krondomäne und des Unterhalts der Straßen über einen längeren Zeitraum hinweg zu verfolgen.

### Teile der Archive der États

#### Die Beratungen der États
- die wörtlichen Mitschriften der Sitzungen seit 1567 : 65 Bücher bis 1705, danach noch ein Buch mit Tabelle.
- die abschließenden Einigungen der Debatten zwischen den États und den königlichen Kommissaren, gedruckt von 1667 bis 1786.
- die Protokolle der Beratungen: ein Buch pro Sitzung.

#### Der Fundus der Verwaltung der États
Die États kümmerten sich nicht um die Erhebung der Steuern bis zur Unterwerfung unter die erste Kopfsteuer 1695.
- die gewöhnliche Herdsteuer, erhalten im Fundus des Rechnungshofs in Nantes.
- Akten zur Herdsteuer in den Bänden C 3948 bis C 3967 und C 3366 bis C 3384.

#### Der Fundus derCommission intermédiaire
- Vier Bände von 1728, 1730, 1732 und C 3797-3800.
- 43 voluminöse Bände zwischen 1735 und 1790 (31. Dezember): C 3801-3843.
- die Berichte der Kommission, welche bei den Sitzungen von 1750 bis 1790 vorgestellt wurden: C 3847-3859.
- Der Fundus der Verwaltung der Kommission : insbesondere C 4717-4917 (insbesondere über die großen Wege, komplettiert durch die Archive der Intendanz bis 1785).
- Über die Einziehung der Steuern :von C 4405 bis 4680.

### Die Archive der königlichen Macht im Hinblick auf die États
- die Korrespondenz des Intendanten mit den verschiedenen Ministern: C 1753–1804.
- Das Mémoire sur la province de Bretagne des Intendanten Béchameil de Nointel von 1698.
- der Fundus der Intendanz im Hinblick auf die États.
- der Fundus, der im Nationalarchiv aufbewahrt wird: die Korrespondenz des Generalkontrolleurs der Finanzen mit dem Intendanten (G 7) und der Fundus der Serie H1 442-470 (Verwaltung auf Provinz- und lokaler Ebene).

### Abhandlungen des 18. Jahrhunderts
- Précis des délibérations des états de Bretagne de 1567 à 1773, (neun dicke Bände), C 35 J 4 bis 35 J 12, im Fundus des Comte de Botherel in den Archiven des Departements Ille-et-Vilaine.
- Traité historique des États, unvollendetes und unveröffentlichtes Manuskript, vorgelegt 1754 (I. Organisation der États 2. Arbeit der États 3. Prozesse und Tribunale); Vier Kapitel sind redigiert (die Herdsteuern, die Steuern auf Getränke, die Abgeordneten, die drei Stände). Guillaume-M. du Breil de Pontbriand (1698–1767), Kanoniker und Generalvikar des Bischofs von Rennes im Jahr 1732, Mitglied des Klerikerstands und über 30 Jahre sehr aktiver Teilnehmer an den Standesversammlungen. Er inventarisierte die Archive der États. 1751 veröffentlichte er Nouvelles vues sur le système de l'Univers und 1754 Essai de grammaire française.
- Dictionnaire de l'administration de la Province de Bretagne, von einem anonymen Autor 1762 vollendet, bestimmt für die königlichen Agenten (in den Archiven des Departements Ille-et-Vilaine F 1129).
- Traité sur l'administration de la commission intermédiaire, auch als Traité de Chardel bezeichnet, vollendet am 26. Oktober 1782, zwei handgeschriebene Bände mit zahlreichen gedruckten Zusammenstellungen gesetzgeberischen Inhalts.

### Weitere Quellen
- Les députés des villes aux États généraux de Bretagne – Einzeldossiers über die Abgeordneten, im Fundus Paul Morel in den Archiven des Departements Ille-et-Vilaine, 6 J, (1,80 ml).

## Bibliographie
- N.-L. Caron: L'administration des États de Bretagne de 1453 à 1790, manuscrits inédits de la commission intermédiaire, du bureau diocésain de Nantes et du dictionnaire d'administration de la province de Bretagne, Durand et Lauriel, Paris 1872.
- Yves Coativy: Aux origines de l’État breton. Servir le duc de Bretagne au XIIIe et XIVe siècle. Presses universitaires de Rennes, Rennes 2019
- Guillaume Corbel: Les États de Bretagne au XVIIIe siècle – Vie politique et administration provinciales. In: Mémoire de DEA sous la direction d'Olivier Chaline, Paris 2004.
- Alain Croix: L'âge d'or de la Bretagne, Éditions Ouest-France, Rennes 1993.
- Charles de La Lande de Calan: Documents inédits relatifs aux États de Bretagne de 1491 à 1589, Société des bibliophiles bretons, Rennes 1908[31].
- Louis de Carné: Les États de Bretagne et l'administration de cette province jusqu'en 1789, Didier, Paris 1868. – "Ein grundlegendes Werk".[32]
- Joseph de Coattarel: Une tenue des États de Bretagne sous la Régence. Les États de Dinan, 1717–1718. Thèse de droit, Rennes 1913.
- Francis Delaisi: Les États de Bretagne sous l'administration de Colbert: 1661–1683, Mémoire de Maîtrise, Rennes 1900.
- Isabelle Divet: La Représentation du tiers état aux états de Bretagne sous le régime de Louis XVI (1774–1789). Mémoire de Maîtrise, Rennes 1986.
- Alphonse du Bouëtiez de Kerorguen: Recherches sur les États de Bretagne. La tenue de 1736. Dumoulin, Paris, 1875[33].
- Henri Fréville: L'Intendance de Bretagne (1689–1790). Essai sur l'histoire d'une intendance en Pays d'États au XVIIIe siècle, Thèse. Plihon, Rennes 1953, 3 Bände
- François-René Jacquelot de Boisrouvray: Journal inédit d'un député de l'ordre de la noblesse aux États de Bretagne pendant la Régence. In: G. de Closmadeuc (Hrsg.): Archives de Bretagne. Band 13, Société des Bibliophiles Bretons, Nantes 1905, – Der Autor wurde 1680 in Quimper geboren und starb 1735 in Vannes. Er war Schreiber bei den Sitzungen der États von 1728 bis 1735[34].
- James B. Collins: La Bretagne dans l´État royal: Classes sociales, États provinciaux et ordre public de l'Édit d'Union à la révolte des Bonnets rouges, Presses universitaires de Rennes, Rennes 2006[35].
- Hervé le Bévillon: Comment la Bretagne est devenue française. Yoran Embanner, Cléden-Poher 2011.
- Dominique Le Page, Xavier Godin: Les États de Bretagne sous l’Ancien Régime, survivance féodale ou ébauche d’une décentralisation? in: Dominique Le Page (Hrsg.): 11 questions d’Histoire qui ont fait la Bretagne, Skol Vreizh, Morlaix 2009, S. 21–65.
- Katherine McDonough: Un domaine provincial? Les états de Bretagne, le domaine royal et la construction des routes au XVIIIe siècle. In: Anne Conchon, David Plouviez, Éric Szulman (Hrsg.): Le financement des infrastructures de transport XVIIe-début XIXe siècle, Institut de la gestion publique et du développement économique, Paris 2018, S. 55–80.
- Jean Meyer: La Noblesse bretonne au XVIIIe siècle. Imprimerie nationale, Paris 1966.
- Barthélémy-Amédée Pocquet du Haut-Jussé: Les faux États de Bretagne de 1315 et les premiers États de Bretagne. Bibliothèque de l'École des chartes, Band 86, Paris 1925, S. 388–406.[36]
- Jean Quéniart: Les États de Bretagne au carrefour des pouvoirs. Liame, Band 23, Montpellier 2011[37].
- Armand Rébillon: Les États de Bretagne de 1661 à 1789. Leur organisation, l'évolution de leurs pouvoirs, leur administration financière. Thèse de la Faculté des lettres, Paris, Imprimeries Réunies, Rennes 1932[38].
- Armand Rébillon: Les Sources de l'histoire des états de Bretagne. Depuis la réunification de la province à la France (1491-1791), Imprimeries Réunies, Rennes 1932.
- Henri Eugène Sée: Les États de Bretagne au XVIe siècle. Alphonse Picard Fils, Paris und Plihon et Hervé, Rennes, 1895[39].
- Ernest Texier: Étude sur la Cour royale et les origines du Parlement de Bretagne. Thèse du Droit, J. Plihon et L. Hommay, Rennes 1905.